# Kirkorowszczyzna
Kirkorowszczyzna, Kirkowszczyzna (biał. Кіркаўшчына, Kirkauszczyna; ros. Кирковщина, Kirkowszczina) – wieś na Białorusi, w obwodzie mińskim, w rejonie nieświeskim, w sielsowiecie Łań, nad Łanią.

## Historia
W XIX i w początkach XX w. położona była w Rosji, w guberni mińskiej, w powiecie słuckim, w gminie Łań.
W dwudziestoleciu międzywojennym leżała w Polsce, w województwie nowogródzkim, w powiecie nieświeskim, w gminie Łań. W 1921 miejscowość liczyła 250 mieszkańców, zamieszkałych w 46 budynkach, w tym 244 Białorusinów, 3 Polaków i 3 osoby innej narodowości. 246 mieszkańców było wyznania prawosławnego, 3 rzymskokatolickiego i 1 staroobrzędowego.
Po II wojnie światowej w granicach Związku Sowieckiego. Od 1991 w niepodległej Białorusi.